# Frankfurt-Gutleutviertel
Das Gutleutviertel ist ein Stadtteil von Frankfurt am Main.

## Geographische Lage
Das Gutleutviertel liegt am Nordufer des Mains. Im Osten reicht es über die Friedensbrücke hinaus bis zur Wiesenhüttenstraße, wo das Bahnhofsviertel beginnt. Im Westen grenzt es unmittelbar vor der Europabrücke, auf der die A 5 über den Main geführt wird, an den Stadtteil Griesheim. Im Norden wird es vom Gallus und den vom Hauptbahnhof nach Westen führenden Gleisen begrenzt.

## Geschichte

### Der Gutleuthof
Das Gutleutviertel war bis zum Ende des 19. Jahrhunderts kein strukturiertes Stadtviertel, sondern eine landwirtschaftlich genutzte Fläche vor den Toren der Stadt. Dort lag nach einem zeitgenössischen Bericht (1532) vor dem Galgentor ungefähr eine gute viertel Stunde „hart an dem Mayn den Strom hinunter“ der Gutleuthof, der die Geschichte dieses Gebiets prägte.

### Die Entstehung des Gutleutviertels

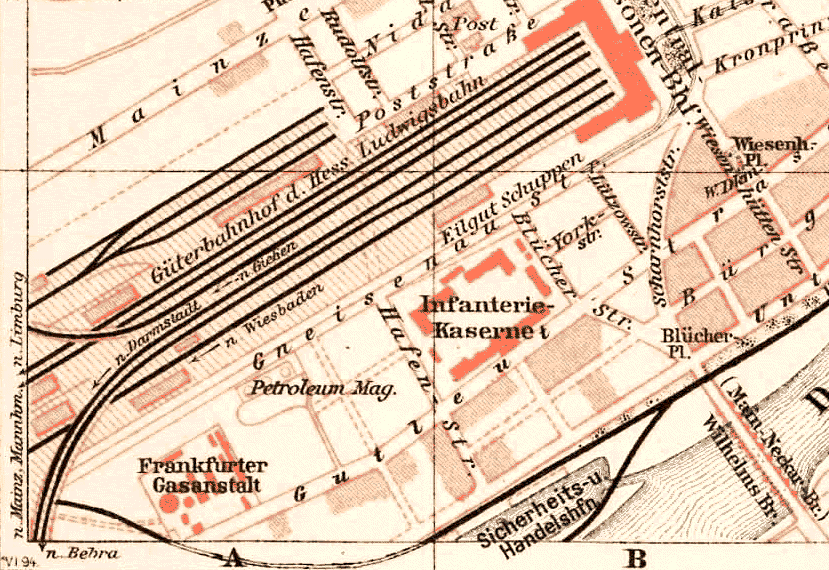
Das entstehende Gutleutviertel 1893, zwischen neuem Hauptbahnhof, Gaswerk, Westhafen und Main

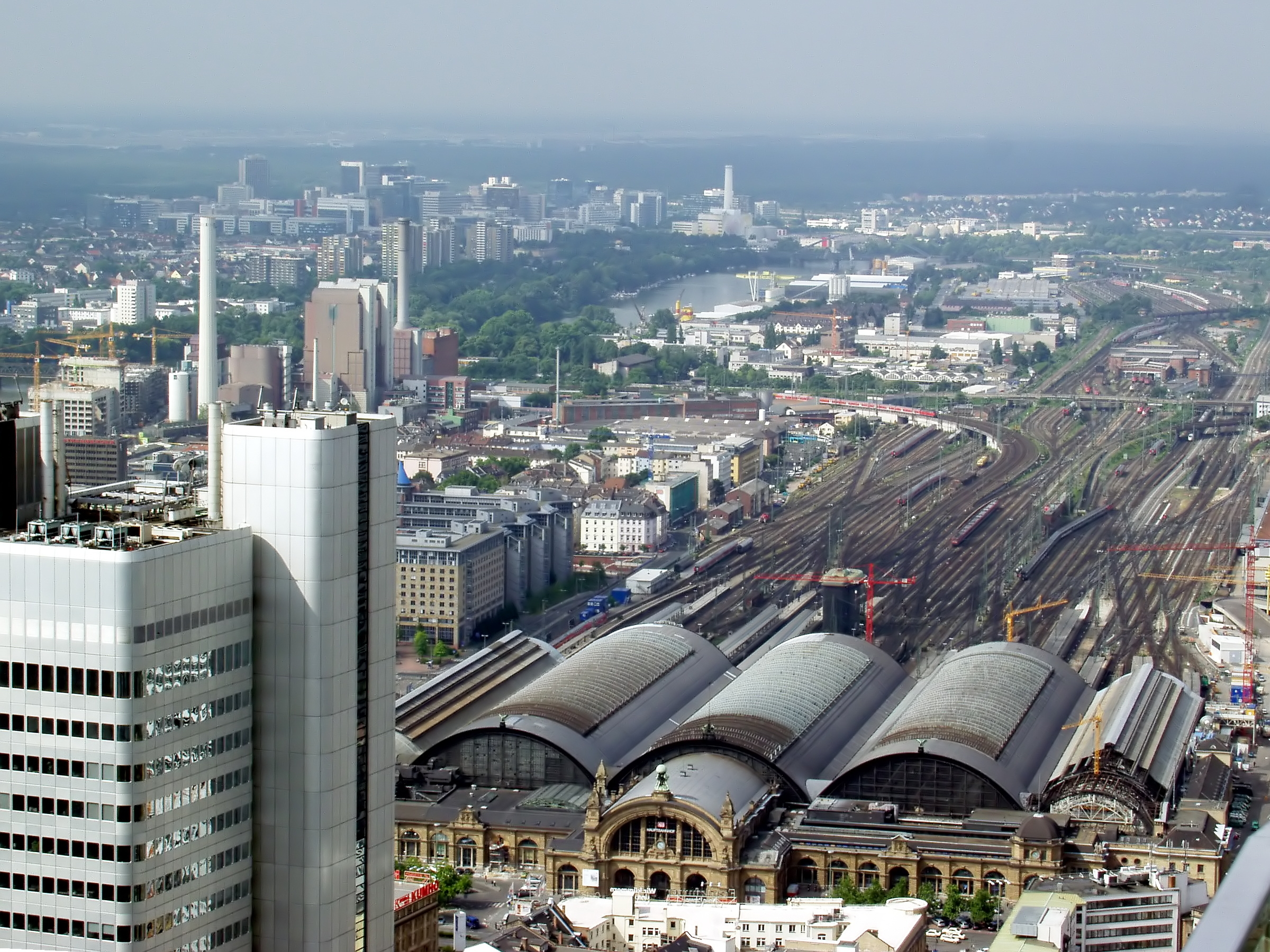
„Überblick“ ab Behördenzentrum

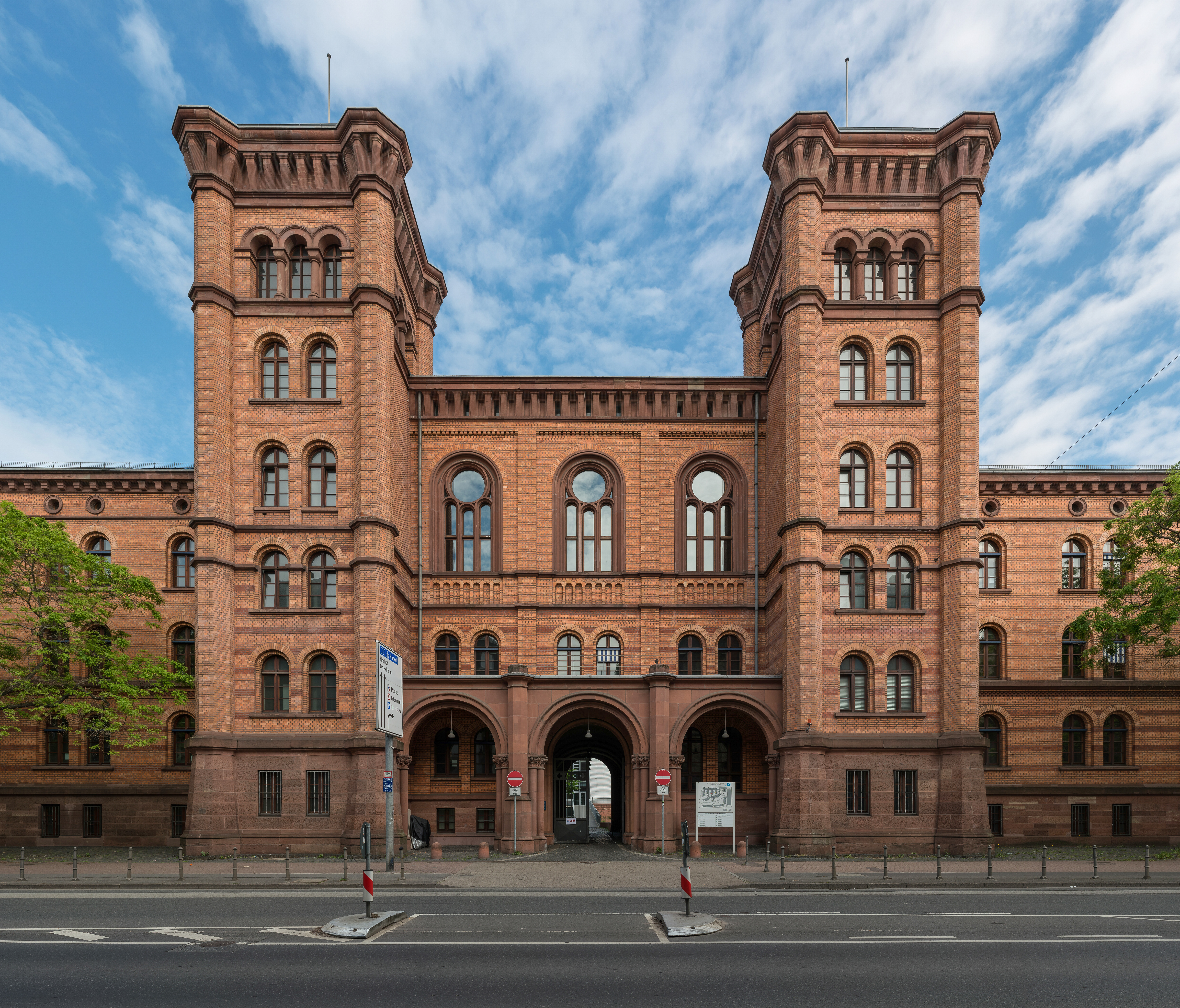
Gutleutkaserne, Eingang

Die im Grunde freie Fläche des Bahnhofsviertels und des Gutleutviertels nutzten die Stadtplaner Ende des 19. Jahrhunderts zur Errichtung einer Reihe von Infrastrukturobjekten.
1849 wird nahe der Ostgrenze des Viertels die Friedensbrücke (damals: Main-Neckar-Eisenbahnbrücke, später Wilhelmsbrücke) eröffnet.
1877 wurde in diesem Gebiet die Gutleutkaserne errichtet. Sie war bis zum Ende des Kaiserreichs Unterkunft des 1. Kurhessischen Infanterie-Regiments Nr. 81.
Nach der Nutzung durch die Wehrmacht wurde die Kaserne im Jahre 1945 von der US Army in Beschlag genommen, die bis 1977 blieb. Im Jahre 1985 renovierte man die Backsteinfassade des Gebäudekomplexes. 1994 wurde nach fünfjähriger Umbauzeit aus dem ehemaligen Militärbau ein Behördenzentrum. Auf dessen sich anschließendem Gelände sind u. a. mehrere Finanzämter, das Amt für Straßen- und Verkehrswesen Frankfurt der Hessischen Straßen- und Verkehrsverwaltung sowie das Sozial- und Arbeitsgericht Frankfurt und das Hessische Landesarbeitsgericht errichtet worden.
Unter Oberbürgermeister Miquel wird 1886 der Westhafen am Mainufer im Gutleutviertel eingeweiht. Auf diesem Gelände lag auch der alte „Grindbrunnen“, der bereits im 13. Jahrhundert erwähnt wurde. Der Brunnen war noch im Jahr 1839 neu gefasst worden, wurde aber dann anlässlich der Einweihung des Westhafens ins Nizza, der Main-Uferpromenade des Bahnhofsviertels, verlegt.
An der Nordgrenze des Gebietes wird 1888 auf dem ehemaligen „Galgenfeld“ der Hauptbahnhof eröffnet; die alten Westbahnhöfe an der Taunusanlage werden abgerissen. Auf deren früheren Gleisanlagen entsteht das heutige Bahnhofsviertel.
1894 entsteht die „Centrale“, das erste öffentliche Frankfurter Elektrizitätswerk an der Gutleutstraße. Heute befindet sich dort das Heizkraftwerk West.
Ende des 19. Jahrhunderts beginnt auch der Zuzug der Wohnbevölkerung, wobei das Gebiet nie als vornehme Wohngegend galt. 1984 lebten 6100 Menschen im Gutleutviertel, davon 20 Prozent Kinder und 73 Prozent Ausländer. Es wurde damals begonnen, das Viertel unter Zuhilfenahme zugesagter Bundesmittel zu sanieren.

### Einwohnerentwicklung
Das Gutleutviertel zählte 6.881 Einwohner (ca. Ausländeranteil 43 %) 2016. Das ehemalige Arbeiterviertel war früher einer der sozialen Brennpunkte der Stadt. Mit der Entwicklung des Wohn- und Gewerbegebietes auf dem ehemaligen Frankfurter Westhafengelände (Projekt „Wohnen und Arbeiten am Fluss“) befindet sich der Stadtteil im Wandel. Es gibt neue Einkaufsmöglichkeiten und es haben sich eine ganze Reihe neuer Gastronomiebetriebe angesiedelt.
Neues Wahrzeichen und architektonisches Highlight ist der im Jahre 2004 fertiggestellte 109 Meter hohe Westhafen Tower – im Volksmund wegen seiner an ein traditionelles Apfelweinglas erinnernden Fassade „das Gerippte“ genannt –, der ganz in der Nähe der Friedensbrücke am Westhafenplatz über die Dächer des Viertels ragt.
Seinen Namen hat das Gutleutviertel vom mittelalterlichen Gutleuthof, einem außerhalb der Stadtmauern gelegenen Spital für Leprakranke, das im Jahre 1286 erstmals erwähnt wird.

## Gutleutviertel heute

### Wohnen und Arbeiten am Fluss

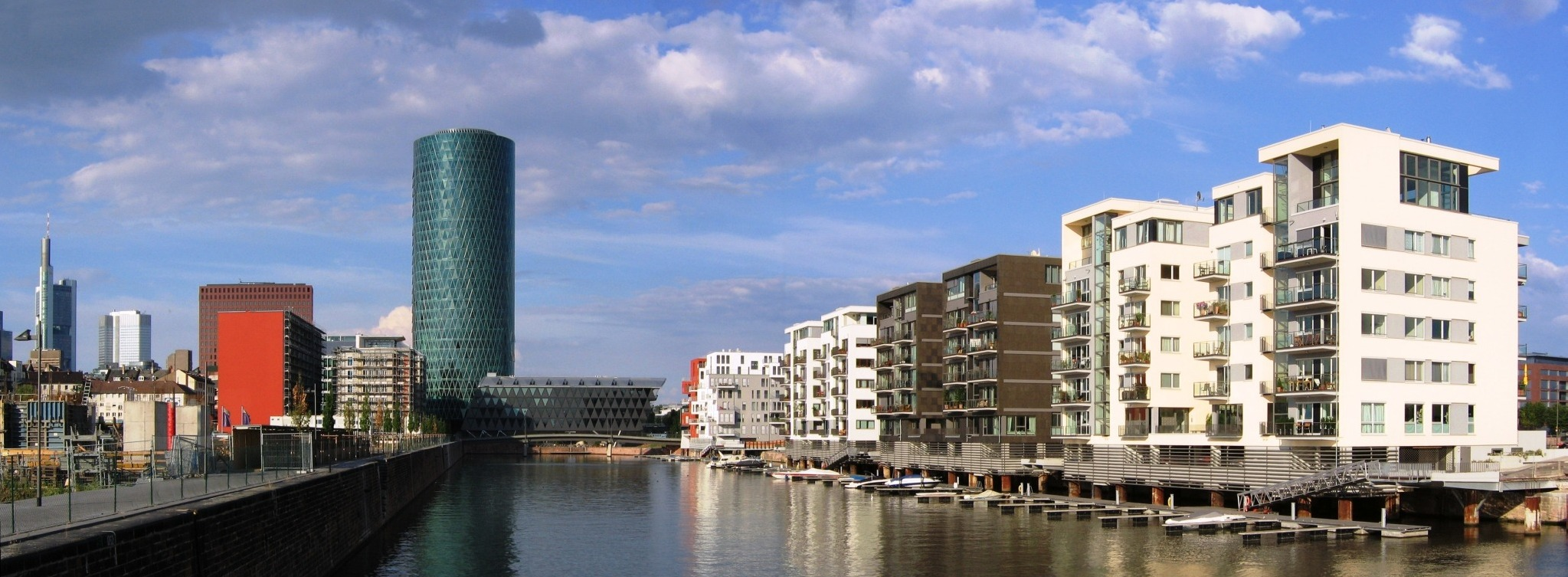
Westhafen, Frankfurt

Am 24. Juni 1993 beschloss die Stadtverordnetenversammlung den Ausbau des Gutleutviertels auf dem ehemaligen Westhafengelände am Mainufer.
Im Jahr 2008 war die Bebauung des Mainufers mit rund 212.000 Quadratmetern Bruttogeschossfläche (verteilt auf 121.000 Quadratmetern gewerblicher Nutzung und 91.000 Quadratmetern Wohnnutzung) weitgehend vollendet.
Kennzeichen am östlichen Ende des neuen Wohn- und Gewerbegebietes ist der Westhafen Tower. Am westlichen Ende wird das Gebiet durch die Westhafen Pier abgeschlossen: fünf gespreizte Gebäudefinger mit geschuppter Blechfassade auf einem zweigeschossigen Parkhaus.
Es entstand eine ganze Reihe von Appartementhäusern, teils mit Bootsanlegesteg, außerdem eine Marina mit Liegeplätzen und Segelschule, ein neuer Supermarkt und eine ganze Reihe Gastronomiebetriebe. Eine weitere Kindertagesstätte – im Gutleutviertel waren bereits zwei städtische und zwei kirchliche vorhanden – wurde 2007 errichtet.

### Parks
Im Westen des Viertels nahe der neuen Main-Neckar-Brücke liegt direkt am Mainufer etwas versteckt der Sommerhoffpark mit seinem alten Baumbestand. Der Park ist benannt nach der Familie Sommerhoff, die den vom Frankfurter Bankier Johann Noe Gogel im Jahre 1803 angelegten Herrensitz im Jahre 1928 an die Stadt Frankfurt verkaufte.

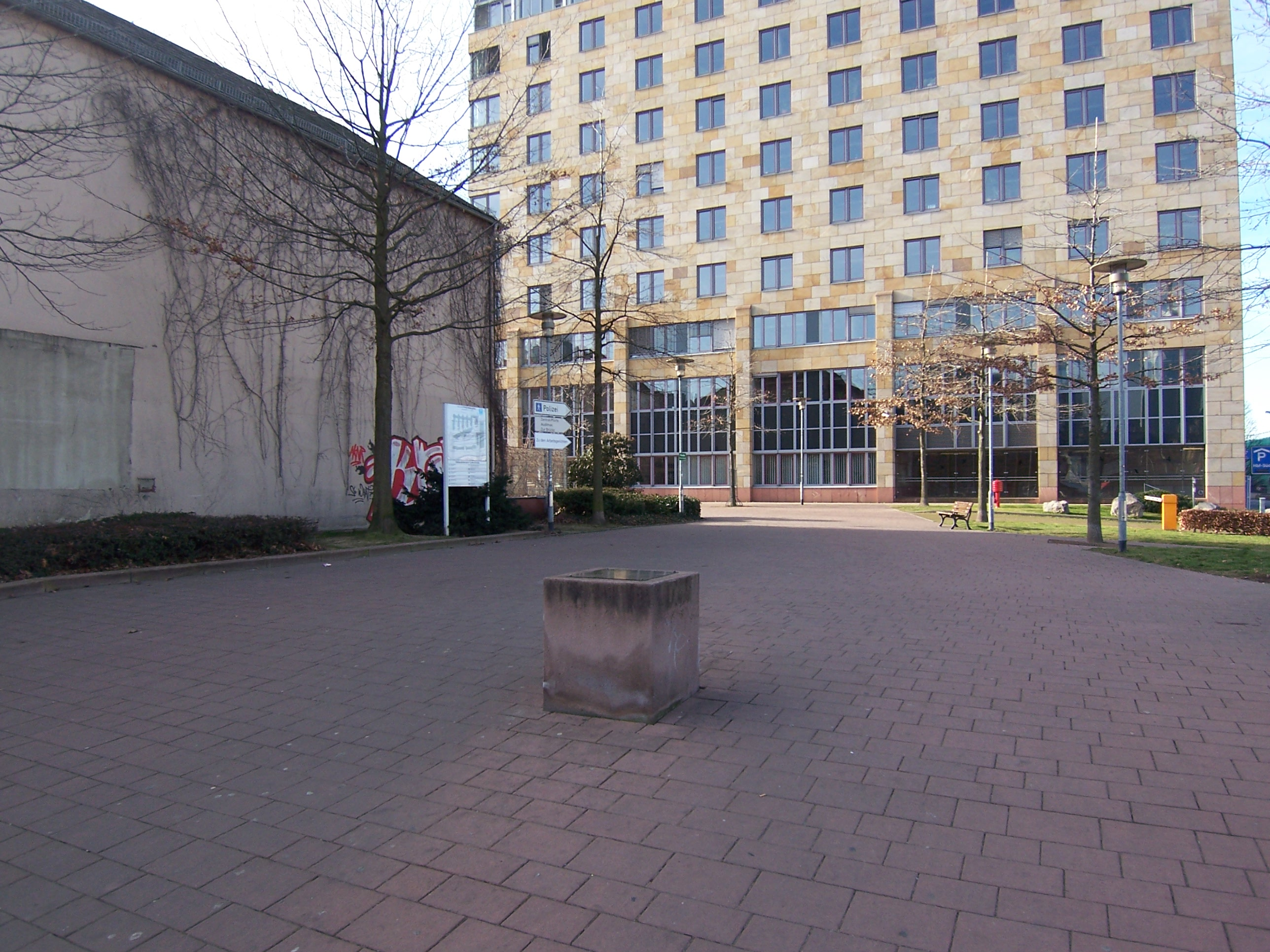
Gedenkstein für die Familie Jürges

### Gedenkstein Familie Jürges
Am nordöstlichen Eingang des Behördenzentrums in der Gutleutkaserne mit Blick auf den Stuttgarter Platz und den Südausgang des Hauptbahnhofs liegt der Familie-Jürges-Platz. Ein unauffälliger schlichter Gedenkstein erinnert an Martin Jürges, den ehemaligen evangelischen Stadtjugendpfarrer und Pfarrer der Gutleutgemeinde, und an seine Familie. Pfarrer Martin Jürges setzte sich für benachteiligte Menschen in seinem Stadtteil ein und war ein engagierter Friedenskämpfer.
Martin Jürges kam gemeinsam mit seiner Familie am 22. Mai 1983 beim Flugtagunglück von Frankfurt ums Leben. Ein Starfighter der Kanadischen Luftwaffe stürzte auf die Bundesstraße 44 und Trümmerteile trafen das Auto der Familie. Das Flugzeug hatte an einer Flugschau auf der Rhein-Main Air Base teilgenommen.

### Industrie und Gewerbe

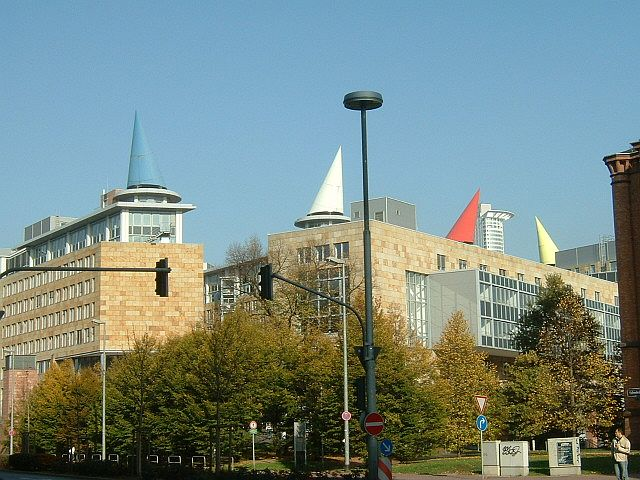
Behördenzentrum mit Finanzamt

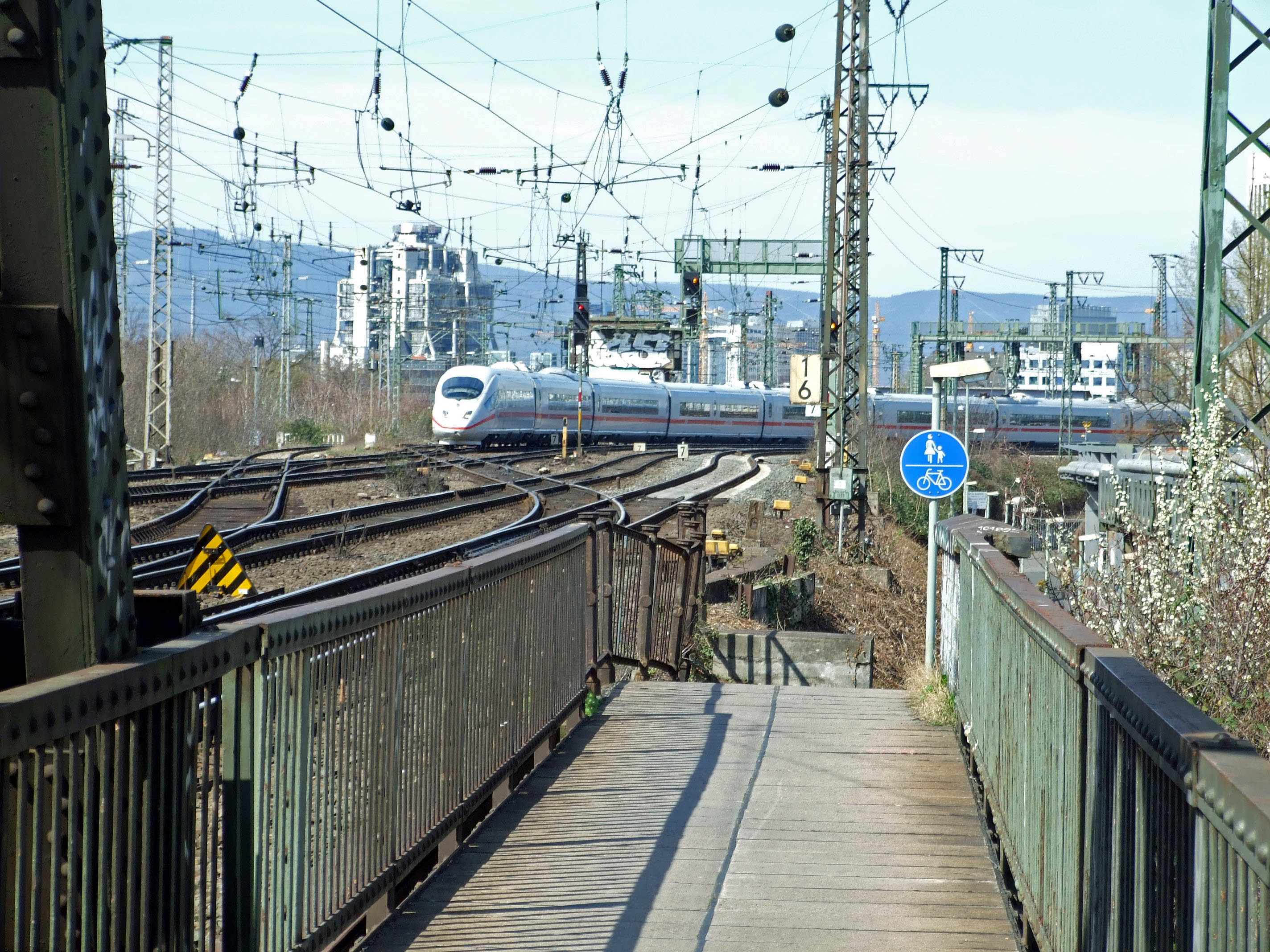
Bahnverkehr zwischen Hauptbahnhof und Main-Neckar-Brücke

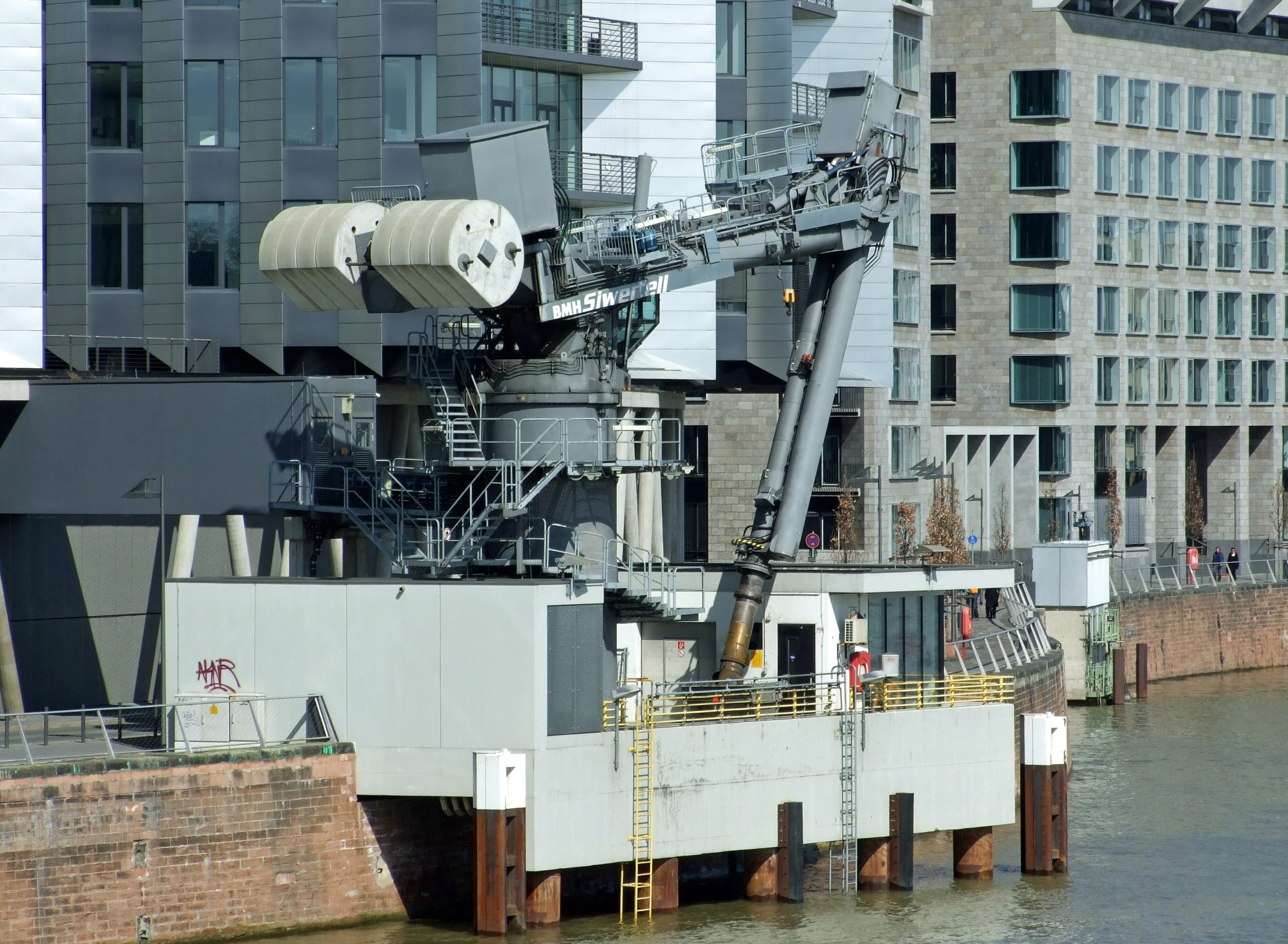
Kohlesauger des HKW-West

Der Osten des Stadtteils ist in zunehmendem Maße von Verwaltungs-, Büro- und Dienstleistungsbetrieben geprägt.
- Im 1994 errichteten Behördenzentrum in der ehemaligen Gutleutkaserne finden sich heute in erster Linie die fünf Frankfurter Finanzämter. Das Gebäude der Finanzämter ist von farbigen Hüten geschmückt, die man als Zugreisender bei der Ein- und Ausfahrt nach Frankfurt sehen kann.
- Das Behördenzentrum beherbergt auch das Hessische Landesarbeitsgericht und das Arbeitsgericht Frankfurt am Main.
- Seit Dezember 1996 betreibt die Deutsche Post AG in der Gutleutstraße ein Briefverteilzentrum, das drittgrößte von 83 Briefpostzentren in Deutschland. Dort sind etwa 1300 Mitarbeiter beschäftigt.
- Der Westhafen Tower bietet auf 30 Geschossen über 23.000 Quadratmeter Büromietfläche; dort haben sich Makler, Anwälte und Finanzdienstleister niedergelassen.[11]
- Im Jahr 2019 wurde nach vierjähriger Bauzeit südlich des Hauptbahnhofs der Fernbusbahnhof Frankfurt am Main sowie der Neubau des InterCityHotel eröffnet.

Der Westen des Stadtteils – vom Heizkraftwerk bis zur Autobahn A5 – wird nach wie vor überwiegend industriell genutzt.
- Der Flusshafen Gutleuthof wurde 1968 in Betrieb genommen und verfügt über eine Anbindung an die Hafenbahn. Die Verladeeinrichtungen und die Hafengebäude des Flusshafens werden aufgrund seiner guten Verkehrsanbindung an Straße, Schiene, Flughafen und Fluss in starke Maße genutzt. Umgeschlagen wird in erster Linie massenhaftes Schütt- und Stückgut.[12] Er ist neben dem Osthafen die einzige noch ständig in Betrieb befindliche Frankfurter Hafenanlage.
- Auf dem Gelände des Flusshafens Gutleuthof befindet sich ein Betonwerk der Sehring Beton GmbH & Co KG.

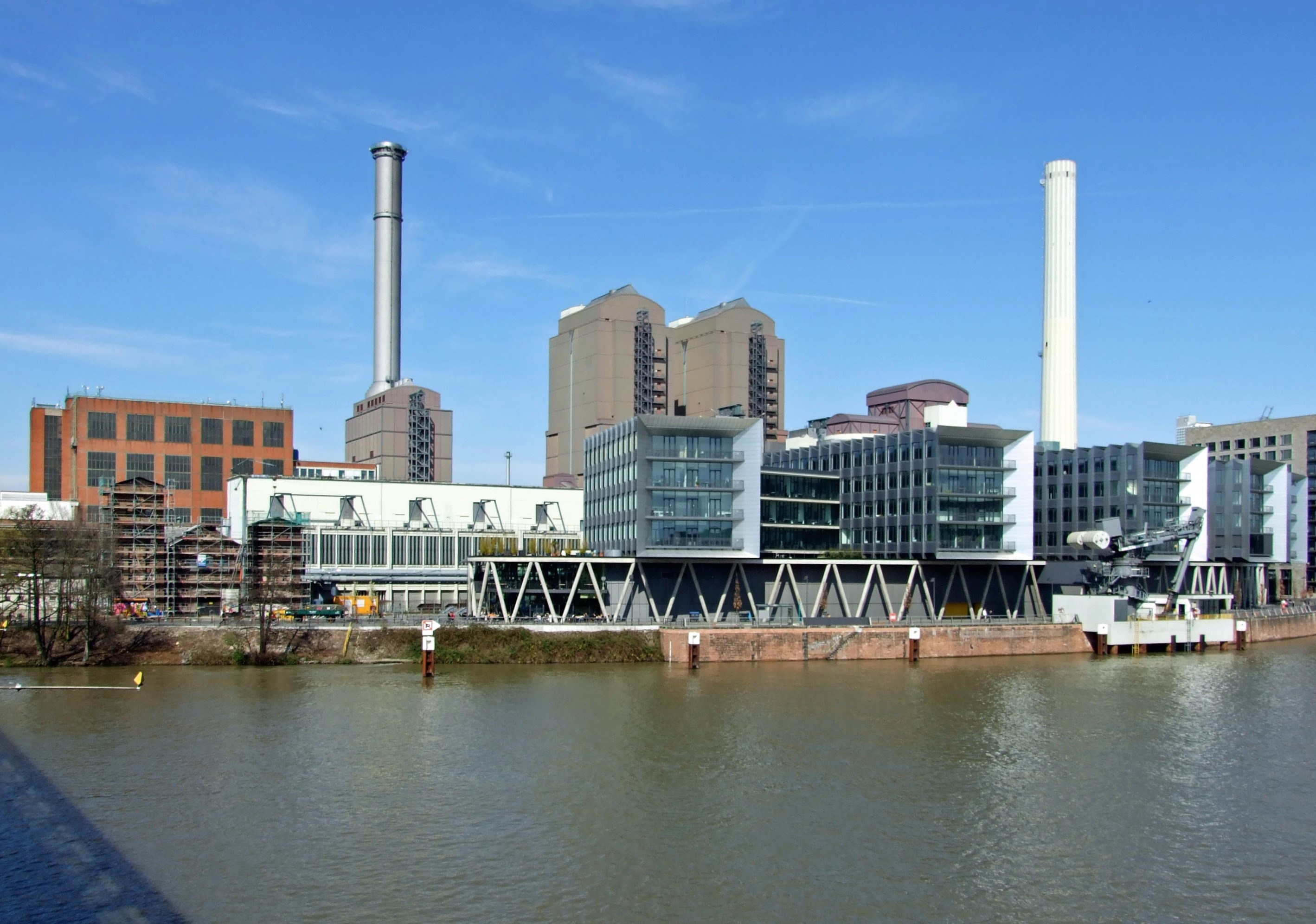
Heizkraftwerk West

- Das 1894 als Städtische Elektrizitätscentrale errichtete Heizkraftwerk West war eines der ersten Dampfkraftwerke in Deutschland. Mit seinen 1989 fertiggestellten Blöcken 2 und 3 und dem 1994 erbauten Block 4 mit Erdgasfeuerung bildet es bis heute die Grundlage der Frankfurter Stromversorgung und des innenstädtischen Fernwärmenetzes. Das Heizkraftwerk verfügt über eine eigene Anlegestelle und wird noch immer über den Main per Schiff mit Kohle beliefert. Bemerkenswert ist die technische Einrichtung der Anlegestelle mit einem Kran, der mittels einer archimedischen Schraube in seinem Rüssel die feingemahlene Kohle aus den Schiffen befördert. Über ein Förderband gelangt die Kohle durch die Bürogebäude des Westhafen Piers in das Kraftwerk.[13]

### Künftige Entwicklung
Lange in der Diskussion war es, an der Südseite des Hauptbahnhofes auf dem sogenannten Khasanagelände mit dem Campanile eines der höchsten Gebäude Europas zu errichten. Unter anderem wegen der fehlenden Zustimmung und Klage einer Nachbarin, Hannelore Kraus, unterblieb in den 80er-Jahren der Bau des mit 300 m geplanten Bauwerks.
Pläne der Deutschen Bahn, dort einen 210 Meter hohen sogenannten Bahntower zu errichten, der im Wesentlichen für Büroräume der Bahnmitarbeiter genutzt werden sollte, zerfielen. Die Bahn zog in den freigewordenen Silberturm der ehemaligen Dresdner Bank nach längerer Sanierung ein.